# Tesla Hloubětín (rezidenční čtvrť)
Tesla Hloubětín je vznikající rezidenční čtvrť v Praze 9-Hloubětín. Má rozlohu 67 000 metrů čtverečních a zaujímá prostor bývalého průmyslového areálu Tesla. Na severu čtvrť ohraničuje ulice Poděbradská, na západě U Elektry, na východě bezejmenná ulice a na jihu průmyslové objekty. Výstavba proběhne postupně v pěti navazujících etapách od roku 2022 a měla by být hotová kolem roku 2030. Celkem vznikne 18 domů s přibližně 1 500 bytovými jednotkami. Developerem je Central Group. Na projektu se podílí ateliér LOXIA a architektonický tým Central Group. Z původní továrny nebyla zachráněná žádná budova. Nová architektura navazuje na industriální odkaz lokality režným zdivem a hlavní hmoty v Poděbradské ulici budou připomínat skládané zdivo. Součástí komplexu bude 28 komerčních jednotek, z toho dvě mateřské školy se zahradou, kavárna, restaurace a supermarket. V roce 2019 se investice odhadovala na šest miliard korun. V roce 2021 se uvádí celkové investiční náklady na více než sedm miliard korun.

## Historie lokality

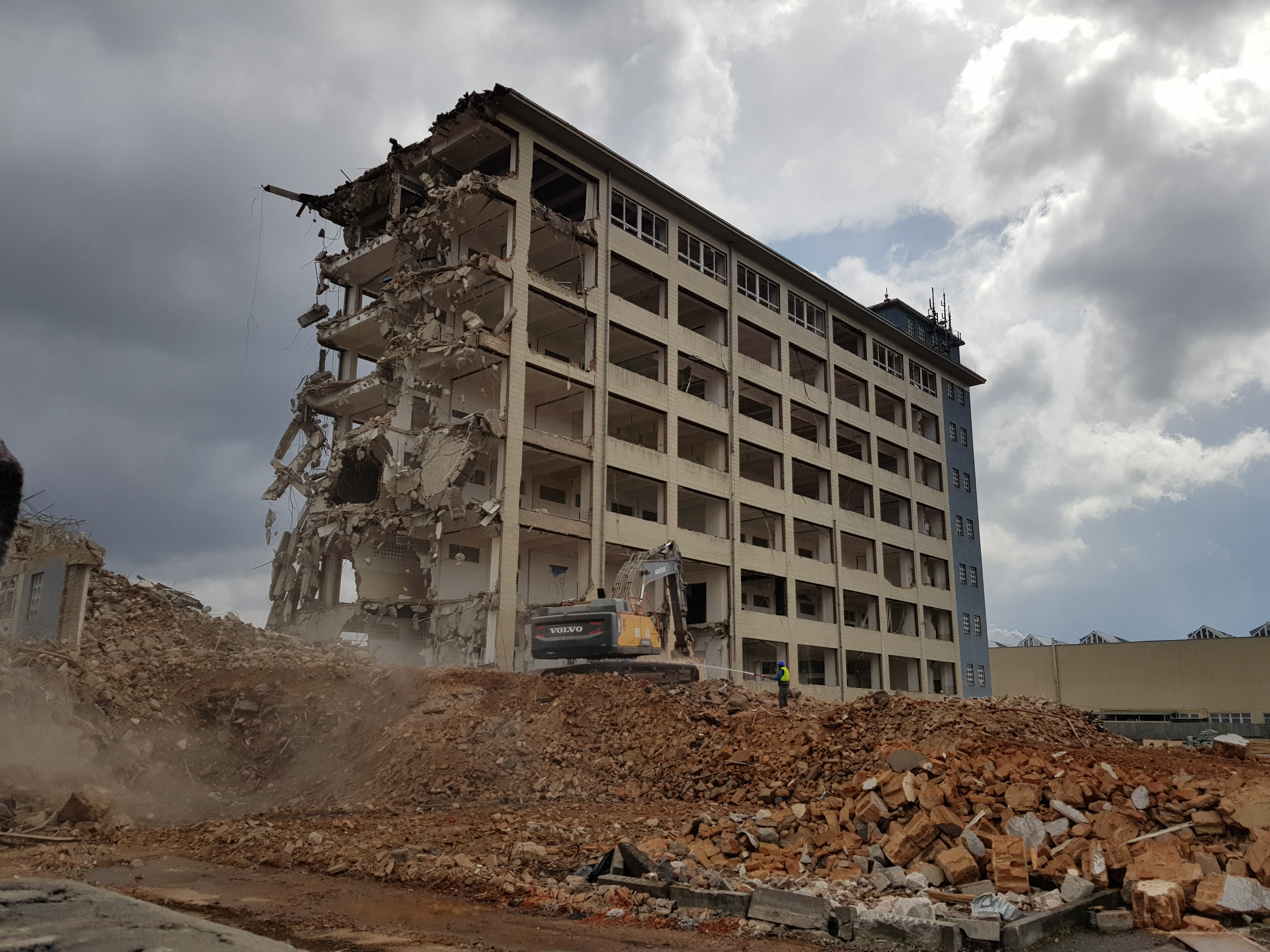
Demolice výškové budovy v továrním areálu Tesla Hloubětín (2021)

Oblast byla osídlena už v pravěku. Do světových dějin se zapsala až v roce 1921, kdy byla založena továrna na výrobu žárovek Elektra. V roce 1932 ji koupila nizozemská firma Philips. Po druhé světové válce byla firma znárodněna a fungovala jako Tesla, n. p., závod Julia Fučíka. Vyráběly se zde rozhlasové a televizní přijímače a vysílací technika (vysílače). Výroba telekomunikační techniky společnosti Tesla, která je porevolučním pokračovatelem původního národního podniku, pokračovala v areálu až do rok 2008, tehdy začaly převažovat pronajímané sklady, kanceláře a obchody. V roce 2017 koupil areál od společnosti Tesla Properties developer Central Group. Tesla se z Hloubětína přestěhovala a od 1. ledna 2021 sídlí na adrese Rubeška 215/1 ve Vysočanech. Objekty továrny byly zlikvidovány během roku 2021. Demolice se neobešla bez kontroverzí.

## Charakter zástavby a byty
Terasovitě uspořádané bytové domy budou orientovány do zklidněného vnitrobloku a budou tak akusticky odděleny od rušné ulice. V jižní části areálu odvrácené od hlavní ulice budou vystavěny bodové různorodé rezidenční stavby – vyšší bytové domy a nižší viladomy.
V přízemí bytových domů orientovaných směrem do městské třídy Poděbradská budou v provozu obchody včetně supermarketu, služby, restaurace a kavárny. V lokalitě vzniknou dvě mateřské školy, několik dětských hřišť, venkovní fitness zóny pro dospělé, hřiště pro pétanque. Uvnitř nové čtvrti bude vnitroblok s veřejným parkem a pěší zónou.
V energeticky velmi úsporných domech (B) budou byty od dispozici od 1+kk do 5+kk. Všechny byty budou mít moderní systém větrání s rekuperací tepla. Byty v nejvyšších patrech a vybrané byty budou vybaveny klimatizací a předokenními roletami. Naprostá většina bytů bude mít balkon, lodžii, terasu nebo předzahrádku, podzemní parkovací stání a sklep. K dispozici bude i sprcha pro mytí kol a kočárků.

## První etapa

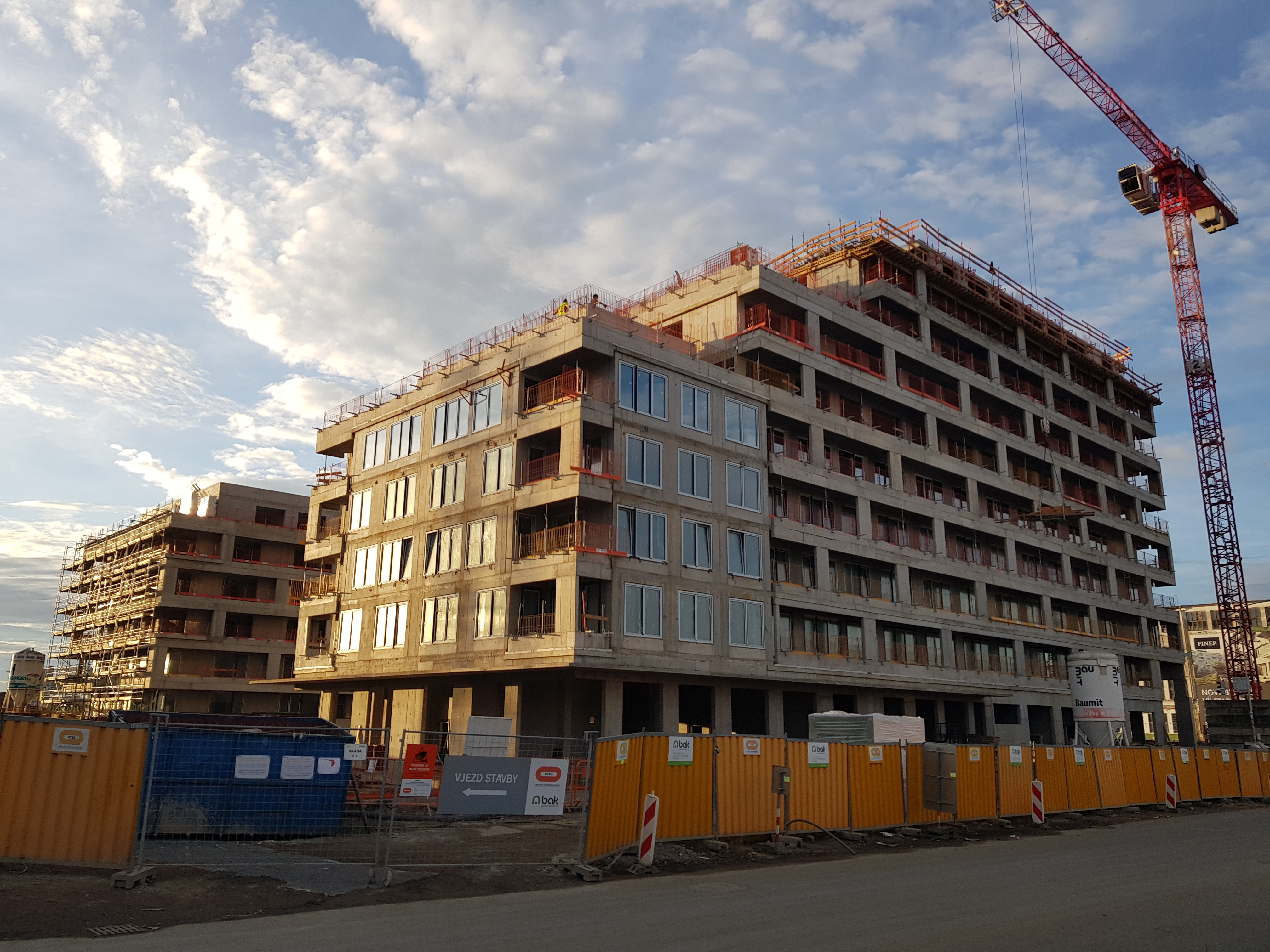
Budova C a A (stav v říjnu 2023)

Výstavba první etapy začala v roce 2022, byla dokončena v březnu 2025. Projekt zahrnuje čtyři domy na východním konci při Poděbradské. V budově A, která má 11 nadzemních podlaží, je celkem 142 bytů. V budově C, která má 6 nadzemních podlaží, je 114 bytů.
Budovy B (37 bytů, 6 nadzemních podlaží) a D (44 bytů, 11 nadzemních podlaží) se nacházejí v jihovýchodní části komplexu. Prodej bytů developer zahájil počátkem listopadu 2021.
Domy A, B, C, D tvoří blok 1.

## Druhá etapa
Budovy E (160 bytů, 11 nadzemních podlaží) a F (38 bytů, 6 nadzemních podlaží) tvoří blok 2, měly by být dokončeny v prosinci 2025.
Budovy G (114 bytů, 6 nadzemních podlaží) a H (45 bytů, 11 nadzemních podlaží) by měly být dokončeny v prosinci 2025.

## Třetí etapa
Budova I (88 bytů, 6 nadzemních podlaží) by měla být dokončena v prosinci 2026.